# Jesusgeschichten
Jesusgeschichten. Geschichten aus dem Neuen Testament (italienischer Originaltitel: Gesù, un regno senza confini, zu dt. „Jesus, ein Königreich ohne Grenzen“, Untertitel Parole ed immagini dal nuovo testamento, zu dt. „Worte und Bilder aus dem neuen Testament“) ist eine 26-teilige Zeichentrickserie über die Lebensgeschichte Jesu Christi, in deren Mittelpunkt, wie im italienischen Originaltitel bereits angedeutet, seine Verkündigung des Reiches Gottes steht. Grundlage für die einzelnen Episoden bilden die biblischen Erzählungen aus den Evangelien des Neuen Testaments.

## Produktion
Die Serie entstand in einer italienischen Koproduktion zwischen Mondo TV und Antoniano Bologna in Zusammenarbeit mit der RAI. Für die Szenengestaltung und die Texte war Luciano Scaffa verantwortlich, für die Personenzeichnungen Marco und Gi Pagot. Regie führte Jung Soo Yong. Im italienischen Original leiht Roberto Pedicini der Figur des Jesus seine Stimme, Giuliano Santi wirkt als Erzähler.

### Deutsche Fassung
Die Bearbeitung der deutschen Fassung erfolgte durch die IT-Media GmbH, Dresden, unter der Leitung von Marika von Radvany und Waltraud Müller mit Beratung von Prof. Christoph Dohmen und Prof. Eckehard Bruchner. Die deutsche Fassung verwendet eine andere Titelmusik als die italienische Originalfassung, komponiert von Stefan Traub. Das Urheberrecht für die deutsche Fassung liegt beim Kinderkanal.
Die Zeichentrickserie wurde bisher dreimal im deutschen Fernsehen ausgestrahlt und zwar ausschließlich im Kinderkanal:
1. 9. November 1997 – 3. Mai 1998, sonntags 10:30 Uhr
2. 6. Juli 1998 – 10. August 1998, montags-freitags 7:00 Uhr
3. 10. Januar 1999 – 4. Juli 1999, sonntags 10:30 Uhr

### Weitere Synchronisationen
- In der englischen Fassung lautet der Titel der Serie: Jesus: A Kingdom Without Frontiers. In englischer Sprache erschien 1998 auch eine Serie von 26 VHS-Kassetten mit jeweils einer Episode pro Kassette.
- In der spanischen Fassung lautet der Titel der Serie: Jesús: Un Reino sin Fronteras.

## Besonderheiten
Jede der 26 Folgen der Serie hat eine Länge von 30 Minuten. Nach dem Intro und der Handlung von jeweils etwa 25 Minuten Länge folgt in den letzten 5 Minuten eine kurze theologische Betrachtung mit einer zeitgeschichtlichen Einordnung, während der die Zuschauer jeweils Erläuterungen über die Umstände und Hintergründe der zuvor gezeigten Szenen erhalten. Dieser Finaltext beginnt immer mit der Frage Wie war das eigentlich damals? In der deutschen Fassung wird der Finaltext von Klaus Havenstein gesprochen.
Die Dialoge und Handlungen orientieren sich weitgehend an den jeweiligen zugrundeliegenden Bibeltexten der Evangelien. Der italienische Originalfassung liegt die Bibelübersetzung La Bibbia Concordata, traduzione interconfessionale zugrunde.
Weil sich die Zeichentrickserie insbesondere auch an Kinder und Jugendliche richtet, sind in nahezu allen Folgen Szenen mit Tieren, z. B. Hunde, die Jesus und seine Jünger bei ihrer Ankunft in einem Dorf entgegenlaufen, um sie zu begrüßen, Schafe, Esel, Vögel usw., zu finden. Im Gegensatz zu den meisten Verfilmungen der Bibel und Darstellungen in der Kunst ist die Figur des Jesus in der Zeichentrickserie nicht mit einem schmächtigen Körper und bis über die Schultern herabhängenden, sondern lediglich mit nackenlangen, schwarzen Haaren gezeichnet und entspricht eher dem Bild, mit dem die BBC in einer Dokumentation 2001 Jesus von Nazaret als kräftigen Zimmermann zu rekonstruieren versuchte.

## Episodenübersicht
1. Die Botschaft des Engels
2. Ein Nachkomme Davids
3. Die Angst des Herodes
4. Ein Kind unter den Gelehrten
5. Johannes der Täufer
6. Versuchung in der Wüste
7. Johannes als Märtyrer
8. Die Erfüllung der Prophezeiung
9. Eine samaritanische Frau
10. Jesus spricht in Gleichnissen
11. Wohl denen, …
12. Ein neues Gesetz
13. Menschenfischer
14. Gehet in meinem Namen
15. Wer ist dieser Mann?
16. Gleichnisse vom Reich Gottes
17. Ein Blinder sieht wieder
18. Lazarus
19. Einzug in Jerusalem
20. Der neue Bund
21. Petrus verlässt der Mut
22. Die Verurteilung Jesu
23. Die letzte Stunde
24. Er ist auferstanden
25. Maranata
26. Die ersten Christen

## Kritiken
„[…] in Folgen von ca. 25 Minuten Länge sind die Stellen aus den vier Evangelien recht naiv und langsam, aber einfühlsam gestaltet und angereichert mit spielfilmartigen Sequenzen. […] eignen sich vor allem für den Religionsunterricht […] Die kurzen Folgen machen es gut möglich, die dargestellten Worte und Taten Jesu innerhalb einer Unterrichtsstunde vor- und nachzubereiten.“

## DVD
Alle 26 Folgen der Serie sind im Oktober 2008 unter dem Titel Gesù, un regno senza confini als Set auf 4 DVDs bei Mondo Home Entertainment erschienen (EAN 8032442204861, Regionalcode-2,  Sprachen: englisch und italienisch). Die jeweils 5-minütige theologische Betrachtung mit Erklärungen der Hintergründe findet sich auf der DVD nicht am Ende der jeweiligen Episode, sondern ist als Extra im Menü zu jeder Episode gesondert auswählbar. Es gibt auch eine Kurzfassung der Serie auf einer DVD mit einer Länge von 91 Minuten. Sie ist in italienischer und spanischer Sprache erhältlich.

## Sonstiges
Einige Kreisbildstellen bieten für das Schulfernsehen ebenfalls eine Zeichentrickserie mit dem Titel Jesusgeschichten an, die nicht mit der in diesem Artikel beschriebenen Serie verwechselt werden darf. Die fünf Folgen zu je 10 Minuten, herausgegeben vom Institut FWU, sollen helfen, christliche Feste im Jahresablauf besser zu verstehen.